# Fábio Simplício
Fábio Henrique Simplício (San Paolo, 23 settembre 1979) è un ex calciatore brasiliano, di ruolo centrocampista.

## Biografia
Sposato con Elaine ha due figli, Luana e Jordan, quest'ultimo nato il 21 ottobre 2009. Dopo il ritiro ha aperto un parco divertimenti in Brasile con l’ex compagno di squadra Doni.

## Caratteristiche tecniche
È stato un centrocampista che poteva ricoprire tutte le posizioni nella zona mediana del campo, prediligendo il ruolo di trequartista. Era inoltre importante il suo contributo in termini di realizzazioni.

## Carriera

### Club

#### Primi anni
Molto giovane viene notato dagli osservatori della maggiore squadra della sua città, il San Paolo, su dei campi in terra battuta di periferia, che lo ingaggia inserendolo nel vivaio della squadra. Nelle giovanili si trova a fianco ragazzi come Kaká e Júlio Baptista, dei quali è molto amico.

#### Il debutto e gli anni al San Paolo
L'occasione di mettersi in mostra davanti al pubblico di San Paolo del Brasile gli viene data nel 2000. Infatti il Sao Paulo, dopo la stagione del 1999, decide di cedere in blocco l'intero pacchetto di centrocampisti: Beto (ex del Napoli) venne ceduto al Flamengo, Edmílson al Lione, Vágner (ex della Roma) al Celta Vigo e Marcelinho al Marsiglia.
L'allenatore decise quindi di puntare sui più motivati e promettenti giovani del vivaio: nel giro di una stagione Simplicio si ritrovò titolare con Kaká e Julio Baptista.
Il San Paolo, ringiovanitosi, disputò un campionato in cui Simplicio totalizzò 25 presenze e 5 reti, esordendo nel derby contro il Santos, realizzando anche una rete. Nelle stagioni successive (dal 2001 al 2003) realizzò 8 reti in 85 presenze.
Kaká e Julio Baptista lasciarono il San Paolo nel 2003 per trasferirsi rispettivamente al Milan e al Siviglia, mentre Simplicio rimase in Brasile. Tra il 2003 e il 2004 giocò 48 volte in campionato segnando 9 reti, e giocò quasi sempre da titolare (11 partite su 12) la Coppa Libertadores 2004, venendo la sua squadra eliminata in semifinale. In questi 5 anni al San Paolo ha pure collezionato 19 presenze in Coppa del Brasile.

#### L'arrivo al Parma
Nel frattempo Arrigo Sacchi, allora osservatore del Parma era volato in Brasile per visionarlo. Simplicio dopo una stagione così opaca, iniziava a titubare su un possibile rinnovo di contratto ed era quindi l'ideale per una squadra come il Parma che per motivi economici poteva acquisire il suo cartellino solo a parametro zero: decise quindi di accettare le offerte di Sacchi e di trasferirsi in Italia.
Nella sua prima stagione in Italia, totalizzò 34 presenze e 4 reti nel massimo campionato italiano, esordendo il 22 settembre 2004 in Parma-Bologna (1-2). Il primo gol lo mette a segno realizzando il calcio di rigore del momentaneo vantaggio in Parma-Inter 2-2 del 6 febbraio 2005. Gioca anche in Coppa Italia (una presenza) e Coppa UEFA (9 presenze con l'eliminazione in semifinale).
La stagione successiva fu quella della consacrazione italiana, dove realizzò 10 reti in 37 partite di campionato, saltando una sola gara per squalifica, e una rete in due partite di Coppa Italia. Al termine del periodo emiliano, dimostrò di essere uno dei migliori centrocampisti del campionato attirando le attenzioni di grandi club italiani.

#### Palermo
Nella stagione 2006-2007, voluto fortemente dal Presidente Maurizio Zamparini, venne acquistato dal Palermo per circa 5,5 milioni di euro, firmando un contratto quadriennale a 700.000 euro a stagione.
La prima stagione rosanero è proficua: segnerà infatti 5 reti in 33 partite di campionato e 2 reti nel ritorno del Primo Turno di Coppa UEFA contro il West Ham United, mentre il suo rendimento calerà nella stagione successiva, nella quale segnerà comunque nuovamente 5 reti in una partita in meno (32).
Si rilancerà nella stagione 2008-2009: iniziale riserva nella mentalità di gioco di mister Colantuono, sarà colui che gioverà di più del cambio di guida tecnica deciso dalla società, poiché con il nuovo tecnico Ballardini torna ad essere una pedina insostituibile e grande assist-man e goleador.
Il 1º febbraio 2009, nella partita Genoa-Palermo (1-0), gioca la 100ª partita con la maglia rosanero. Le presenze sono così suddivise: 87 in campionato, 5 in Coppa Italia e 8 in Coppa UEFA. Termina la stagione con 37 presenze (saltata una per squalifica) e 8 reti, con le quali si posiziona dietro gli attaccanti Miccoli e Cavani (14) nella classifica di gol realizzati.
Nella stagione 2009-2010 arriva a Palermo il suo pariruolo argentino Javier Pastore, che presto l'allenatore Walter Zenga riesce a far coesistere, e il brasiliano segna la sua prima rete in campionato il 4 ottobre 2009 alla settima giornata di campionato in casa contro la Juventus (rete del definitivo 2-0). Si tratta comunque della seconda rete stagionale, in quanto il centrocampista era andato a segno il 15 agosto nel Terzo turno di Coppa Italia contro la SPAL (4-2). Con l'arrivo di Delio Rossi sulla panchina rosanero, il brasiliano diventa la riserva di Pastore, anche a causa della sua posizione in scadenza di contratto. Nella partita del 20 marzo al Barbera contro l'Inter (1-1), si infortuna tornando disponibile solo per le ultime partite di campionato nelle quali non scende comunque in campo: è dunque questa la sua ultima partita in maglia rosanero.
Il 15 maggio 2010, in conferenza stampa, annuncia l'addio al Palermo, ringraziando il Presidente Maurizio Zamparini per come è stato trattato, il mister, i dirigenti, tutto lo staff e anche a tutti i suoi tifosi, finendo col dire che rimarrà a giocare in Italia.
Chiude la stagione con 27 presenze in campionato e 3 in Coppa Italia; le reti segnate sono rispettivamente 3 ed una. La sua marcatura nella partita Palermo-Parma (2-1) del 6 febbraio valevole per la 23ª giornata di campionato è decisiva ai fini della vittoria della squadra rosanero.

#### Roma
Il 1º giugno 2010 viene ufficializzato il suo ingaggio a parametro zero da parte della Roma, a partire dal 1º luglio. Il giocatore ha sottoscritto un contratto triennale (fino al 2013) con un compenso lordo di 1,8 milioni di euro oltre ad alcuni premi individuali.
Esordisce in maglia giallorossa il 19 settembre 2010 nella terza giornata di campionato pareggiata per 2-2 contro il Bologna; l'ingresso in campo è avvenuto al 69', subentrando a Jérémy Ménez. L'esordio da titolare arriva il 3 novembre 2010 in Basilea-Roma (2-3) valida per la quarta giornata della Champions League. Dopo un avvio di stagione non positivo, trova più continuità di gioco e segna la prima rete in maglia giallorossa il 10 novembre 2010 in Roma-Fiorentina (3-2) valida per l'undicesima giornata di campionato. Alla 15ª giornata di campionato, in ChievoVerona-Roma (2-2), segna la prima doppietta con la maglia giallorossa.
È stato determinante nei tre derby capitolini stagionali: nel derby d'andata del campionato guadagna il rigore poi realizzato da Marco Borriello, agli ottavi di finale di Coppa Italia disputata il 19 gennaio 2011 segna la rete del definitivo 2-1 che permette alla sua squadra di vincere il derby e qualificarsi per i quarti, mentre nel derby di ritorno di campionato conquista il rigore del definitivo 2-0 realizzato da Francesco Totti. Con l'arrivo di Vincenzo Montella sulla panchina della Roma, al posto di Claudio Ranieri, il suo spazio in campo si riduce divenendo una riserva. Chiude la stagione con 31 presenze e 5 gol fra campionato, Coppa Italia e Champions League.
Nella stagione 2011-2012, sotto la guida di Luis Enrique, gioca 19 partite in campionato, una in Coppa Italia e 2 in Europa League, per un totale di 22 presenze; 4 le reti all'attivo, tutte in campionato.

#### In Giappone
Dopo aver rescisso il contratto con la Roma, il 27 luglio 2012 firma un contratto di un anno con la società giapponese del Cerezo Osaka.
Il 13 gennaio 2014 firma per il Vissel Kobe.

### Nazionale
Il 9 novembre 2009 riceve la prima convocazione assoluta in Nazionale brasiliana, ad opera del commissario tecnico Dunga che lo ha chiamato per le gare amichevoli del 14 e 17 novembre rispettivamente contro Inghilterra e Oman a causa del forfait dell'ultimo minuto del connazionale Ramires, centrocampista del Benfica. Appresa la notizia, all'emittente carioca O'Globo ha dichiarato: «[...] Non trovo le parole per descrivere la felicità che sto provando in questo momento. È stata una grande sorpresa per me. Adesso ho intenzione di sfruttare questa occasione per rimanere nel gruppo fino ai Mondiali. [...]»
In panchina per tutti i 90' della prima partita, fa il suo esordio con i verdeoro nel secondo incontro, vinto per 2-0, entrando all'inizio del secondo tempo al posto di Felipe Melo. L'amichevole è stata voluta dal Sultano Qabus dell'Oman per festeggiare il suo sessantanovesimo compleanno.
Nonostante la sua prestazione sensazionale, Dunga non lo inserì nei 23 che presero parte alla spedizione in Sud Africa

## Statistiche

### Presenze e reti nei club
| Stagione            | Squadra             | Campionato          | Campionato | Campionato | Coppe nazionali | Coppe nazionali | Coppe nazionali | Coppe continentali | Coppe continentali | Coppe continentali | Altre coppe | Altre coppe | Altre coppe | Totale | Totale |
| Stagione            | Squadra             | Comp                | Pres       | Reti       | Comp            | Pres            | Reti            | Comp               | Pres               | Reti               | Comp        | Pres        | Reti        | Pres   | Reti   |
| ------------------- | ------------------- | ------------------- | ---------- | ---------- | --------------- | --------------- | --------------- | ------------------ | ------------------ | ------------------ | ----------- | ----------- | ----------- | ------ | ------ |
| 2000                | San Paolo           | A                   | 25         | 5          | CB              | 1               | 0               | -                  | -                  | -                  | -           | -           | -           | 26     | 5      |
| 2001                | San Paolo           | A                   | 23         | 0          | CB              | 6               | 0               | -                  | -                  | -                  | -           | -           | -           | 29     | 0      |
| 2002                | San Paolo           | A                   | 25         | 1          | CB              | 7               | 0               | -                  | -                  | -                  | -           | -           | -           | 32     | 1      |
| 2003                | San Paolo           | A                   | 37         | 7          | CB              | 5               | 0               | -                  | -                  | -                  | -           | -           | -           | 42     | 7      |
| 2004                | San Paolo           | A                   | 11         | 2          | -               | -               | -               | CL                 | 11                 | 0                  | -           | -           | -           | 22     | 2      |
| Totale San Paolo    | Totale San Paolo    | Totale San Paolo    | 121        | 15         |                 | 19              | 0               |                    | 11                 | 0                  |             | -           | -           | 151    | 15     |
| 2004-2005           | Parma               | A                   | 34+2       | 4+0        | CI              | 1               | 0               | CU                 | 9                  | 0                  | -           | -           | -           | 46     | 4      |
| 2005-2006           | Parma               | A                   | 37         | 10         | CI              | 4               | 1               | -                  | -                  | -                  | -           | -           | -           | 41     | 11     |
| Totale Parma        | Totale Parma        | Totale Parma        | 71+2       | 14         |                 | 5               | 1               |                    | 9                  | 0                  |             | -           | -           | 87     | 15     |
| 2006-2007           | Palermo             | A                   | 33         | 5          | CI              | 2               | 0               | CU                 | 6                  | 2                  | -           | -           | -           | 41     | 7      |
| 2007-2008           | Palermo             | A                   | 32         | 5          | CI              | 2               | 0               | CU                 | 2                  | 0                  | -           | -           | -           | 36     | 5      |
| 2008-2009           | Palermo             | A                   | 37         | 8          | CI              | 1               | 0               | -                  | -                  | -                  | -           | -           | -           | 38     | 8      |
| 2009-2010           | Palermo             | A                   | 27         | 3          | CI              | 3               | 1               | -                  | -                  | -                  | -           | -           | -           | 30     | 4      |
| Totale Palermo      | Totale Palermo      | Totale Palermo      | 129        | 21         |                 | 8               | 1               |                    | 8                  | 2                  |             | -           | -           | 145    | 24     |
| 2010-2011           | Roma                | A                   | 24         | 4          | CI              | 4               | 1               | UCL                | 3                  | 0                  | SI          | 0           | 0           | 31     | 5      |
| 2011-2012           | Roma                | A                   | 19         | 4          | CI              | 1               | 0               | UEL                | 2                  | 0                  | -           | -           | -           | 22     | 4      |
| Totale Roma         | Totale Roma         | Totale Roma         | 43         | 8          |                 | 5               | 1               |                    | 5                  | 0                  |             | 0           | 0           | 53     | 9      |
| 2012                | Cerezo Osaka        | J1                  | 15         | 3          | CI+CdL          | 2+1             | 0               | -                  | -                  | -                  | -           | -           | -           | 18     | 3      |
| 2013                | Cerezo Osaka        | J1                  | 31         | 4          | CI+CdL          | 3+5             | 1+1             | -                  | -                  | -                  | -           | -           | -           | 39     | 6      |
| Totale Cerezo Osaka | Totale Cerezo Osaka | Totale Cerezo Osaka | 46         | 7          |                 | 11              | 2               |                    | -                  | -                  |             | -           | -           | 57     | 9      |
| 2014                | Vissel Kōbe         | J1                  | 22         | 3          | CI+CdL          | 1+4             | 0               | -                  | -                  | -                  | -           | -           | -           | 27     | 3      |
| 2016                | Batatais            | A2/SP               | 6          | 0          | -               | -               | -               | -                  | -                  | -                  | -           | -           | -           | 6      | 0      |
| Totale carriera     | Totale carriera     | Totale carriera     | 392+2      | 62         |                 | 37              | 3               |                    | 33                 | 2                  |             | -           | -           | 464+   | 67+    |

### Cronologia presenze e reti in nazionale
| Cronologia completa delle presenze e delle reti in nazionale ― Brasile | Cronologia completa delle presenze e delle reti in nazionale ― Brasile | Cronologia completa delle presenze e delle reti in nazionale ― Brasile | Cronologia completa delle presenze e delle reti in nazionale ― Brasile | Cronologia completa delle presenze e delle reti in nazionale ― Brasile | Cronologia completa delle presenze e delle reti in nazionale ― Brasile | Cronologia completa delle presenze e delle reti in nazionale ― Brasile | Cronologia completa delle presenze e delle reti in nazionale ― Brasile |
| Data                                                                   | Città                                                                  | In casa                                                                | Risultato                                                              | Ospiti                                                                 | Competizione                                                           | Reti                                                                   | Note                                                                   |
| ---------------------------------------------------------------------- | ---------------------------------------------------------------------- | ---------------------------------------------------------------------- | ---------------------------------------------------------------------- | ---------------------------------------------------------------------- | ---------------------------------------------------------------------- | ---------------------------------------------------------------------- | ---------------------------------------------------------------------- |
| 17-11-2009                                                             | Mascate                                                                | Oman                                                                   | 0 – 2                                                                  | Brasile                                                                | Amichevole                                                             | -                                                                      |                                                                        |
| Totale                                                                 |                                                                        | Presenze                                                               | 1                                                                      |                                                                        | Reti                                                                   | 0                                                                      |                                                                        |

## Palmarès

### Club
- Campeonato Paulista: 1

San Paolo: 2000
- Torneo Rio-San Paolo: 1

San Paolo: 2001
- Supercampeonato Paulista: 1

San Paolo: 2002

### Individuale
- Bola de Prata

2002